# Adama Fofana
Pour les articles homonymes, voir Fofana.
Adama Fofana, né le 11 octobre 1999 à Mankono en Côte d'Ivoire, est un footballeur international burkinabé. Il joue au poste d'arrière gauche.

## Biographie

### En club
Né à Mankono en Côte d'Ivoire, Adama Fofana quitte son pays natal à l'âge de 12 ans pour rejoindre le Ghana et la Right to Dream Academy, où il est formé.
En mars 2018 il rejoint la Suède et le club du Varbergs BoIS. Il commence sa carrière professionnelle avec ce club, qui évolue alors dans la Superettan, la deuxième division suédoise. Il joue son premier match le 16 avril 2018 contre le Jönköpings Södra IF. Il entre en jeu lors de cette rencontre remportée par son équipe sur le score de deux buts à un.
Il participe à la montée historique du club en première division lors de la saison 2019. Le 10 décembre 2019, Fofana prolonge son contrat jusqu'en décembre 2021.
Il découvre l'Allsvenskan, l'élite du football suédois en même temps que son club, jouant son premier match lors de la première journée de la saison 2020, le 15 juin 2020 contre l'Helsingborgs IF. Il entre en jeu et son équipe s'impose par trois buts à zéro ce jour-là.
Lors du mercato hivernal 2021 il est proche de signer à l'IFK Norrköping, mais le joueur reste finalement au Varbergs BoIS.
Le 31 août 2021, il s'engage pour 3 ans au Dijon FCO. 

### En sélection
Adama Fofana honore sa première sélection avec l'équipe nationale du Burkina Faso le 23 septembre 2022, à l'occasion d'un match amical contre la RD Congo. Il est titularisé et son équipe s'impose par un but à zéro.